# 鳝两极虫
鳝两极虫（学名：Myxidium monopteri）为两极科两极虫属的动物。在中国，分布于湖北等，营寄生生活，寄生在鳝的胆囊和肾。